# (31715) 1999 JX56
1999 JX56 (asteroide 31715) é um asteroide da cintura principal. Possui uma excentricidade de 0.06766600 e uma inclinação de 11.93550º.
Este asteroide foi descoberto no dia 10 de maio de 1999 por LINEAR em Socorro.